# 龍田姬
龍田姬（たつたひめ）是日本的秋之女神。也寫作立田姬。
五行說中，秋相當於西之方位，又平城京（現・奈良市）之西的龍田山自古以來就是紅葉之名所，因此人們相信此山是秋之女神的居所。
龍和裁つ（たつ、裁縫）讀音相似，所以也被信奉為裁縫之神。此外，龍田山以紅葉出名，所以龍田姬也被視為長於染色。

## 關連項目
- 佐保姬 - 平城京之東有佐保山之女神。掌管春季，和龍田姬相對。其他尚有，夏之筒姬、冬之白姬。
- 龍田川 - 源自龍田山的河川。因在原業平的歌而有名，龍田揚之名稱由來。
- 日本神祇列表